# 柏保路·薩巴列達
柏保路·查維亞·薩巴列達（西班牙語：Pablo Javier Zabaleta，發音：[ˈpaβlo saβaˈleta]；1985年1月16日—）是一名阿根廷前職業足球員，可擔任右後衛或中場。他持有西班牙護照，因此屬於歐盟球員。

## 生平
2008年8月31日薩巴列達利用合約的買斷條款，以約645萬英鎊轉投英超球會曼城。
2020年10月16日，薩巴列達在自己的推特帳戶上宣佈結束職業球員生涯。

## 榮譽
聖羅倫素
- 南美球會盃 冠軍：2002年

愛斯賓奴
- 西班牙國王盃 冠軍：2005-06年

曼城
- 英格蘭超級聯賽 冠軍：2011/12年，2013/14年
- 英格蘭足總盃 冠軍：2011年
- 英格蘭聯賽盃  冠軍：2014年，2016年
- 英格蘭社區盾 冠軍﹕2012年

阿根廷國家隊
- 夏季奥林匹克運動會足球比賽 金牌：2008年

個人
- 英超PFA年度最佳陣容：2012-13年
- 曼城年度最佳球員：2012-13年
- 伊蒂哈德年度最佳球員：2012-13年
- 伊蒂哈德月份最佳球員：12月 2012年，1月 2013年

## 外部連結
- 足球数据库：柏保路·薩巴列達的球员统计数据
- NationalFootballTeams stats （页面存档备份，存于）
- FIFA.com short bio （页面存档备份，存于）